# Sordio
Sordio är en ort och kommun i provinsen Lodi i regionen Lombardiet i Italien. Kommunen hade 3 429 invånare (2018).